# Марусино (Новосибирская область)
Мару́сино — село в Новосибирском районе Новосибирской области. Входит в состав Криводановского сельсовета.

## География
Площадь села — 212 гектаров.

## История
В 1976 году указом Президиума Верховного Совета РСФСР посёлку центральной усадьбы совхоза «Обский» присвоено наименование село Марусино.

## Население
| 2002 | 2007  | 2010  | 2021  |
| ---- | ----- | ----- | ----- |
| 1721 | ↗1821 | ↗1933 | ↗3690 |

## Улицы
| - ул. Автомобилистов, - ул. Берёзовая, - ул. Больничная, - ул. Васнецова, - ул. Верещагина, - ул. Весенняя, - ул. Виноградова, - пер. Виноградова, - ул. Горького, | - ул. Звездная, - ул. Комсомольская, - ул. Левитана, - ул. Лесная, - ул. Луговая, - ул. Мичурина, - ул. Нефтепровод, - ул. Новая, - ул. Обская, | - ул. Олимпийская, - ул. Парковая, - ул. Первомайская, - пер. Первомайский, - ул. Полевая, - ул. Рабочая, - ул. Раздольная, - ул. Рублёва, - ул. Саврасова, | - ул. Славянская, - ул. Советская, - ул. Солнечная, - ул. Строителей, - ул. Студенческая, - ул. Трудовая, - пер. Трудовой, - ул. Уютная, - ул. Центральная, | - ул. Чайковского, - ул. Чкалова, - ул. Шишкина, - ул. Школьная, - пер. Школьный, - ул. Энтузиастов, - ул. Южная, - ул. Ягодная, - ул. Янтарная. |

## Инфраструктура
В селе по данным на 2007 год  функционируют 1 учреждение здравоохранения и 1 учреждение образования.